# チーム・スコット
チーム・スコット ( Team Scot ) はかつてロードレース世界選手権に参戦していたレーシングチーム。

## チームの経歴
1992年、チーム代表のチラーノ・ムラローニと、イタリアの建設会社 Scot Costruzioni の社長 Giovanni Torri によって設立された。チームの本部オフィスはサンマリノにあり、技術部門がイタリアのチェゼーナにある。1994年から2009年までは、チームは全てのカテゴリでホンダのマシンを使い続けた。
アンドレア・ドヴィツィオーゾは、7年もの間チームに在籍していた。2002年に125ccクラスにデビューし、2004年に同クラスチャンピオンを獲得。2005年に250ccクラスにステップアップ後もチーム・スコットに在籍した。
ドビツィオーゾは2005年にシリーズ3位になり、2006年と2007年には連続でシリーズ2位を獲得するなど、他メーカーに比べてあまり積極的に開発が行われていなかったホンダ・RS250RWで大健闘を見せた。
2008年、ドヴィツィオーゾはチームと一緒に最高峰MotoGPクラスにステップアップを果たす。チーム・スコットは、前年までの3年間コニカミノルタ・ホンダの名前で参戦していたJiRと共同でMotoGPチームを運営することになった。ドヴィツィオーゾの1台体制で臨み、ホンダのサテライト・チームの中では最も健闘した。表彰台を獲得し、他にもトップ5以内でのフィニッシュを6回記録、シリーズ5位の成績を収めた。
2009年シーズンはJiRとの共同体制を解消し、チーム・スコットが単独でMotoGPチームの運営を継続することになった。当初は、ワークスのレプソル・ホンダチームに抜擢されたドヴィツィオーゾに代わり、250ccクラスからステップアップした高橋裕紀の1台体制で臨んだが、第6戦カタルニアからはガボール・タルマクシが加入し、2台体制になった（タルマクシは125cc時代の2006年に在籍していたことがあるため、チームに復帰という形になる）。しかし、第8戦アメリカGPを前に高橋裕紀は契約を解除され、タルマクシの1台体制となった。高橋、タルマクシの両名とも最下位近辺の常連となってしまい、成功は収められなかった。
一方、この年が最後の開催となった250ccクラスではKTMから移籍してきた青山博一が見事チャンピオンを獲得、125ccクラスからステップアップしてきたラファエレ・デ・ロサがシリーズ6位でルーキー・オブ・ザ・イヤーを獲得するという大活躍を見せた。
2010年、チームは資金難によりMotoGPクラスからは撤退、250ccクラス後継のMoto2クラスにのみ参戦することになった。当初ライダーはニッコロ・カネパにアレックス・デ・アンジェリスと、前年MotoGPクラスに参戦した二人が務めたが、第8戦ドイツGPからはデ・アンジェリスが青山博一の負傷代役としてMotoGPクラスに復帰したため、しばらくはカネパの1台体制での参戦が続いた。ところがチームは資金面でトラブルに陥り、第10戦チェコGPを前にチームは解散してしまった。しかし残ったスタッフが参戦を継続し、第12戦サンマリノGPからはチーム名を変え「M・レーシング」としてビモータのシャシーでカネパを走らせた。第14戦日本GP以降は、カネパに代わり國川浩道がライダーを務めた。
かつてチームに在籍していたライダーとしては、ブルーノ・カサノヴァ、ファウスト・グレシーニ、エミリオ・アルサモラ、セテ・ジベルナウ、ロベルト・ロカテリ、アルノー・ヴァンサン、マイク・ディ・メッリオらが挙げられる。